# Campeonato Brasileiro de Showbol de 2008
O Campeonato Brasileiro de Showbol de 2008 é o primeiro campeonato da modalidade oficial realizado no Brasil. A competição foi disputada entre 9 de maio de e 2 de agosto de 2008.
O campeonato contou com a participação de 12 equipes, distribuídas em 3 chaves iniciais: Sul-Minas, com os grandes clubes mineiros e gaúchos; Rio de Janeiro, com os quatro grandes clubes cariocas; e São Paulo, com os quatro grandes clubes paulistas. O campeão foi o Santos Futebol Clube, sendo seu jogador Axel eleito o melhor jogador da competição.

## Participantes
| Grupo Sul-Minas  |
| Clube            |
| ---------------- |
| Atlético Mineiro |
| Cruzeiro         |
| Grêmio           |
| Internacional    |

| Grupo Rio de Janeiro |
| Clube                |
| -------------------- |
| Botafogo             |
| Flamengo             |
| Fluminense           |
| Vasco da Gama        |

| Grupo São Paulo |
| Clube           |
| --------------- |
| Corinthians     |
| Palmeiras       |
| Santos          |
| São Paulo       |

## Primeira fase

### Grupo Sul-Minas
| 9 de maio de 2008 | Cruzeiro                                 | 6 – 10 | Grêmio                                                       | Itaúna (MG) |
|                   | Gelson · Luís Fernando Flores · Macalé · |        | Alexandre Gaúcho · Eugênio (C) · João Antonio · Mauro Galvão |             |

| 10 de maio de 2008 | Atlético Mineiro | 8 – 14 | Internacional               | Itaúna (MG) |
|                    | Sérgio Araújo ·  |        | · Fabiano · Almir · Mabilia |             |

| 21 de junho de 2008 | Grêmio                      | 5 – 8 | Atlético Mineiro | Tesourinha, Porto Alegre (RS) |
|                     | · Alexandre Gaúcho · Jardel |       | · Bruno · Sandro | Árbitro: Leandro Pedro Vuaden |

| 21 de junho de 2008 | Internacional                    | 5 – 1 | Cruzeiro | Tesourinha, Porto Alegre (RS) |
|                     | Manu · Balalo · Fabiano · Silvan |       | Nonato   |                               |

| 22 de junho de 2008 | Grêmio                           | 3 – 8 | Internacional                                              | Tesourinha, Porto Alegre (RS) |
|                     | Alexandre Gaúcho · Paulo Nunes · |       | Daniel Franco · Moreno · Balalo · Fabiano · Manu · Ricardo |                               |

| 5 de julho de 2008 | Cruzeiro                      | 2 – 5 | Atlético Mineiro                             | Pio XII, Belo Horizonte (MG) |
|                    | Gelson · Luís Fernando Flores |       | Sandro · Gelson (C) · Moacir · Paulo Roberto |                              |

### Grupo Rio de Janeiro
| 3 de maio de 2008 | Vasco da Gama                                           | 10 – 10 | Flamengo                                                | Benedito Zarour, Rio das Ostras (RJ) |
|                   | Celso · Bruno Carvalho · Jorge Luís · Ernani · Pimentel |         | Fábio Augusto · Marquinhos · Djalminha · Luís Antônio · |                                      |

| 4 de maio de 2008 | Botafogo                                            | 5 – 9 | Fluminense                                                                    | Benedito Zarour, Rio das Ostras (RJ) |
|                   | André Silva · Maurício · Pichetti · Wilson Gottardo |       | Sílvio · Renato Carioca · Alberto · Bruno Reis · Edson Souza · Marcelo Sander |                                      |

| 16 de maio de 2008 | Fluminense                                        | 5 – 4 | Vasco da Gama                     | Cabo Frio (RJ) |
|                    | Donizetti Oliveira · Edson Souza · Renato Carioca |       | William · Bruno Carvalho · Cássio |                |

| 17 de maio de 2008 | Flamengo                                                 | 10 – 8 | Botafogo                                     | Cabo Frio (RJ) |
|                    | Djalminha · Válber · Emerson · Luís Antônio · Marquinhos |        | André Silva · Carlos Alberto Dias · Maurício |                |

| 31 de maio de 2008 | Botafogo                                    | 3 – 8 | Vasco da Gama                                      | João Gaspar Correia Meier, Duque de Caxias (RJ) |
|                    | André Silva · Carlos Alberto Dias · Julinho |       | Bruno Carvalho · Alex · Celso · Pimentel · William |                                                 |

| 28 de junho de 2008 | Flamengo                      | 6 – 6 | Fluminense                                            | João Gaspar Correia Meier, Duque de Caxias (RJ) |
|                     | Marquinhos · Emerson · Válber |       | Lira · Renato Carioca · Denilson · Donizetti Oliveira | Árbitro: Anderson Rangel                        |

### Grupo São Paulo
| 25 de abril de 2008 | Santos                                   | 7 – 6 | São Paulo                      | José Liberatti, Osasco (SP)  |
|                     | Axel · Paulo Rink · Robert · Camanducaia |       | Ivan Rocha · Eliel · Zé Carlos | Árbitro: Oscar Roberto Godói |

| 26 de abril de 2008 | Corinthians    | 8 – 8 | Palmeiras                               | José Liberatti, Osasco (SP) |
|                     | Paulo Sérgio · |       | Betinho · César Sampaio · Índio · Oséas |                             |

| 23 de maio de 2008 | Corinthians                  | 4 – 8 | Santos                                                           | São Carlos (SP) |
|                    | Dinei · Paulo Sérgio · Tosin |       | Axel · Paulo Rink · Marcelo Passos · Paulinho Kobayashi · Robert |                 |

| 24 de maio de 2008 | Palmeiras                                                              | 18 – 5 | São Paulo                  | São Carlos (SP) |
|                    | Oséas · Betinho · Adãozinho · Biro · César Sampaio · Jorginho · Valber |        | Eliel · Pavão · Ivan Rocha |                 |

| 13 de junho de 2008 | Corinthians           | 5 – 4 | São Paulo                        | José Corrêa, Barueri (SP) |
|                     | Paulo Sergio · Nílson |       | Ivan Rocha · Palhinha · Victor · |                           |

| 14 de junho de 2008 | Palmeiras                 | 4 – 4 | Santos                   | José Corrêa, Barueri (SP) |
|                     | Adãozinho · César Sampaio |       | Axel · Carlinhos · Célio |                           |

## Fase final
|  | Semifinais | Semifinais       | Semifinais       |   |  | Final  | Final | Final |
|  |            |                  |                  |   |  |        |       |       |
|  | 1          | Santos           | 8                |   |  |        |       |       |
|  | 4          | Fluminense       | 7                |   |  |        |       |       |
|  |            |                  |                  |   |  | Santos | 6     |       |
|  |            |                  | Atlético Mineiro | 2 |  |        |       |       |
|  | 2          | Internacional    | 6                |   |  |        |       |       |
|  | 3          | Atlético Mineiro | 7                |   |  |        |       |       |

### Semifinais
| 19 de julho de 2008 | Santos                                                                                       | 8 – 7 | Fluminense                                          | José Corrêa, Barueri (SP)    |
|                     | Paulo Rink · Robert · Marcelo Fernandes · Marcelo Passos · Marcos Paulo · Paulinho Kobayashi |       | Lira · Renato Carioca · Sílvio · Donizetti Oliveira | Árbitro: Oscar Roberto Godói |

| 26 de julho de 2008 | Internacional                     | 6 – 7 | Atlético Mineiro                                | Gigantinho, Porto Alegre (RS) |
|                     | Fabiano · Almir · Balalo · Moreno |       | Canela · Paulo Roberto · Sandro · Sérgio Araújo |                               |

### Final
| 2 de agosto de 2008 | Santos                                                                | 6 – 2 | Atlético Mineiro  | Guaibé, Guarujá (SP)         |
|                     | Paulinho Kobayashi · Axel · Carlinhos · Marcelo Passos · Marcos Paulo |       | Canela · Lourenço | Árbitro: Oscar Roberto Godói |

## Premiação
| Campeonato Brasileiro de Showbol 2008 |
| São Paulo                             |
| ------------------------------------- |
| SANTOS Campeão (1º título)            |

## Artilharia
| Gols | Jogador        | Time          |
| ---- | -------------- | ------------- |
| 10   | Oséas          | Palmeiras     |
| 9    | Fabiano        | Internacional |
| 8    | Paulo Sérgio   | Corinthians   |
| 8    | Marquinhos     | Flamengo      |
| 8    | Axel           | Santos        |
| 7    | Djalminha      | Flamengo      |
| 7    | Renato Carioca | Fluminense    |

Fonte: Showbol.com